# Anna Price
Anna Price (1837-1937) fou una escriptora apatxe filla de Diablo, un dels caps més influents dels White Mountain Apache, coneguda també com a Her Grey Eyes. ) Fou un dels informants de més confiança de Greenville Goodwin per a la seva obra Western Apache raiding and warfare (1931)